# Camp de concentration de Koldichevo
Le camp de concentration de Koldichevo (Koldychevo/Kołdyczewo) était un camp de concentration pendant la Seconde Guerre mondiale en Biélorussie.
Environ 22 000 personnes, la plupart des Juifs, ont été tuées dans le camp entre l'été 1942 et l'été 1944.
Dans le cadre de la Shoah en Biélorussie⁣⁣, on y emprisonne les Juifs des ghettos de Gorodishche, Navahroudak, Stowbtsy, Baranavitchy et Dziatlava. Peu de prisonniers ont survécu aux conditions difficiles du camp.
Le camp a été également utilisé pour incarcérer des prisonniers de guerre soviétiques, polonais et biélorusses.
En novembre ⁣⁣1942⁣⁣, des fours crématoires sont construits et brûlent 600 corps.
En mars 1944, 100 prisonniers Juifs, dirigés par Shlomo Kushnir, empoisonnent les chiens de garde, forent un trou dans le mur de leurs casernes, coupent à travers la clôture électrique entourant le camp, et se sauvent dans la nuit. Vingt-quatre prisonniers ont été recapturés, y compris Kushnir, qui se suicide. Beaucoup d'évadés rejoignent les partisans Bielski dans la forêt de Naliboki.
Le 29 juin 1944, avec les troupes soviétiques qui approchent du camp dans le cadre de l'opération Bagration, le camp de Koldichevo est liquidé. 2 000 des prisonniers restants sont abattus dans une fosse sous un monticule. 300 autres sont évacués vers l'Allemagne.
En 1992, Sergis Hutyrczyk, qui a immigré aux États-Unis en 1954, est identifié comme un gardien du camp de Koldichevo. Accusé d'avoir menti sur ses activités pendant la guerre, on lui ôte sa citoyenneté américaine. Il est décédé l'année suivante en 1993 de mort naturelle.